# Deep house
Deep house este un subgen al muzicii house care a apărut în anii 1980, combinând inițial elementele Chicago house cu acordurile luxuriante ale jazz-funk-ului anilor 1980 și nunțe de muzică soul. Originile sale sunt atribuite pieselor timpurii ale lui Larry Heard (alias Mr. Fingers), inclusiv piesa sa semnificativă „Can You Feel It”.

## Caracteristici
Deep-house-ul este cunoscut pentru tempo-uri cuprinse, de obicei, între 110 și 125 bpm, linii de bas cu tonuri închise, utilizarea spațilă a elementelor de percuție [de obicei folosind un drum machine-ul Roland TR-909), sunete soft de sintetizatoare (pad-uri)], utilizarea unor structuri avansate de acorduri, mixuri ambientale și voci soulful.

## Istorie
Deep house a fost în mare parte pionierat de producători muzicali din Chicago precum Marshall Jefferson (On the House) și Larry Heard (Mr. Fingers) cu piese precum „Mystery of Love” (1985) și „Can You Feel It?” (1986); acesta din urmă a avut un impact similar asupra deep house-ului împreună cu piesa „Strings of Life” de Derrick May (1987) asupra muzicii Detroit techno. Sound-ul jazz a devenit mai comun datorită favorizării utilizării sunetelor de producție și instrumente mai soft, mai organice (dar pe bază de sintetizator). Autorul Richie Unterberger a declarat că sound-ul deep house al lui Heard a mutat muzica house de la tendințele sale postumane înapoi către sunetul luxuriant și soulful al muzicii disco timpurii (în special cel al vechilor piese lansate la Philadelphia International și Salsoul). „Can You Feel It” a devenit un model pentru deep house; Heard a folosit un sintetizator Roland Juno-60 pentru a crea linia de bas profundă, împreună cu un drum machine Roland TR-909 pentru ritmuri.
DJ Ron Trent a declarat că termenul a fost folosit inițial pentru a descrie munca de DJ ale lui Frankie Knuckles și Ron Hardy, care au plecat de la un sunet house strict electronic pentru a încorpora elemente eclectice precum disco, jazz și muzica underground.
În anii 2000 și 2010, genul a rămas foarte popular. Pe la mijlocul/sfârșitul anilor 2010, totuși, percepția asupra genului a dus la sentimentul că unele piese de house erau etichetate "deep", în mod incorect, iar termenul a fost ulterior folosit pentru a cuprinde diverse tipuri de muzică house cu accent pe linia de bass, mai târziu numită Brazilian bass sau slap house, pe măsură ce genul evoluează din originile sale istorice.

## Artiști, DJ și case de discuri
Casele de discuri ale genului includ Alleviated Records (Larry Heard), Madhouse Records. Inc (Kerri Chandler), AFTR:HRS, Glasgow Underground, Naked Music, Om Records, Peacefrog Records, Soma, Source, Anjunadeep și Spinnin' Deep. Exemple de albume deep house de la artiști cunoscuți din alte genuri includ The Martyr Mantras (1990) și Modernism: A New Decade (1989) de la The Style Council.

## În România
Artiști notabili ai genului îi includ pe: Mihai Popoviciu, Markus Homm, NTFO, Raresh și DJ Optick.